# 内涵
内涵（Intension或connotation）是指一個符號、词語、或句子的意义或特征，多半是用定义的方式表达。
内涵经常与外延一起讨论的。内涵称谓一个词能描述一下的所有可能的事物的集合。相反的，外延或指称 称谓一个词实际上描述的所有真实的事物的集合。例如，“轿车”的内涵是所有可能的轿车（包括巧克力造的一千米高的轿车）。但是“轿车”的外延是所有真实的（过去现在和未来）轿车，这可能会总计为数以亿计的轿车，